# ヒョウ亜科
ヒョウ亜科（ヒョウあか、Pantherinae）またはヒョウ族（ヒョウぞく、Pantherini）は、ネコ科に属する下位分類群の1つ。現生ネコ科動物の中では最も早くに分岐した一群であり、現生種として2属7種を含む。ヒョウ亜科とヒョウ族は同じ分類群を指しており、それにどの階級をあてるかの違いである（#階級を参照）。本項では便宜上ヒョウ亜科を用いる。

## 特徴
設立された当初は、ヒョウ亜科の特徴として舌骨を吊る靱帯が完全には骨化しないことが挙げられていた。そのため喉を大きく拡げて吼えることが可能だとして注目されてきたが、今日では舌骨の構造と吼えることはさほど単純な関係にはないことが知られている。

## 年代
分子時計による平均的見積りでは1150万年前にネコ亜科（狭義）と分かれたとされる。現生種の放散年代は平均見積りで570万年前とされるが、化石記録の観点からは380万年前までしか遡ることができない。

## 階級
ネコ科の下位分類は1917年にレジナルド・インズ・ポコックが現生種を3亜科に分類したものが基礎となっており、現生種のみを考慮する場合にはこれを踏襲してヒョウ亜科とする。しかし化石種を考慮に入れる場合には、ネコ科の現生種全体をネコ亜科（広義）に含めてヒョウ亜科を認めない場合もある。これはネコ科の化石記録自体は漸新世初頭まで遡るのに対し現生種の放散が中新世後期と比較的若いため、現生種に複数の亜科を認めるならば化石種のみからなる多くの亜科を認めなければ均衡を欠いてしまうことによる。このとき単にヒョウ亜科を認めない場合と、従来のヒョウ亜科に対応する分類群をヒョウ族とする場合がある。

## 下位分類
現生種のみを挙げる。
- ヒョウ属　Panthera
  - Panthera leo　ライオン　(lion)
  - Panthera onca　ジャガー　(jaguar)
  - Panthera pardus　ヒョウ　(leopard)
  - Panthera tigris　トラ　(tiger)
  - Panthera uncia （以前は Uncia uncia とも）　ユキヒョウ　(snow leopard)
- ウンピョウ属　Neofelis
  - Neofelis nebulosa　ウンピョウ　(clouded leopard)
  - Neofelis diardi　スンダウンピョウ　(Sunda clouded leopard)

### 変遷
設立当初はPantheraおよびUnciaの2属からなっていたが、その後Neofelisが加えられた。マーブルキャットはかつてウンピョウと近縁だとみなされ、そのためヒョウ亜科に含める場合もあった。